# ۱۵۱۹ (میلادی)
۱۵۱۹ (میلادی) هزار و پانصد  و نوزدهمین سال تقویم میلادی است.
- ۲ مه – لئوناردو دا وینچی، از برجسته‌ترین هنرمندان و دانشمندان جهان (ز. ۱۴۵۲)
- ۲۴ ژوئن – لوکرتزیا بورجیا، کشیش ایتالیایی (ز. ۱۴۸۰)